# Autoroute GC-2 (Espagne)
La GC-2 appelée aussi Autopista del Norte de Gran Canaria est une autoroute autonome appartenant aux Îles Canaries qui est destinée à relier Las Palmas de Gran Canaria au nord de l'île de Grande Canarie en longeant la côte. 

En effet, elle permet de desservir toute la zone nord de l'île afin de desservir toutes les stations balnéaires de la côte.
C'est une autoroute à fort trafic notamment dans la banlieue de Las Palmas où elle supporte près de 35 000 véhicules par jour sur certains tronçons jusqu'à la ville de Agaete.

## Tracé

### Agaete-Guía
- Piso Firme - Zone industriel
- 27 San Isidro
- 25 Gáldar - Sardina
- 23 Guía
- La Atalaya de Guía